# Liste des champions du monde de la WBC
Liste des champions du monde de la WBC (World Boxing Council).
Mise à jour : 7 août 2025

## Détenteurs des ceintures WBC
| Catégorie                                 | Champion               | Champion               | Date             | Nombre de défenses | Dernière défense |
| ----------------------------------------- | ---------------------- | ---------------------- | ---------------- | ------------------ | ---------------- |
| Poids pailles (-47,6 kg / -105 lbs)       | Melvin Jerusalem       | Philippines            | 31 mars 2024     | 2                  | 30 mars 2025     |
| Poids mi-mouches (-49 kg / -108 lbs)      | Carlos Canizales       | Venezuela              | 1er août 2025    | 0                  |                  |
| Poids mouches (-50,8 kg / -112 lbs)       | Ricardo Sandoval       | États-Unis             | 30 juillet 2025  | 0                  |                  |
| Poids super-mouches (-52,2 kg / -115 lbs) | Jesse Rodríguez Franco | États-Unis             | 29 juin 2024     | 2                  | 19 juillet 2025  |
| Poids coqs (-53,5 kg / -118 lbs)          | Junto Nakatani         | Japon                  | 24 février 2024  | 4                  | 8 juin 2025      |
| Poids super-coqs (-55,3 kg / -122 lbs)    | Naoya Inoue            | Japon                  | 25 juillet 2023  | 5                  | 4 mai 2025       |
| Poids plumes (-57,2 kg / -126 lbs)        | Stephen Fulton         | Mexique                | 1er février 2025 | 0                  |                  |
| Poids super-plumes (-59 kg / -130 lbs)    | O'Shaquie Foster       | États-Unis             | 2 novembre 2024  | 0                  |                  |
| Poids légers (-61,2 kg / -135 lbs)        | Shakur Stevenson       | États-Unis             | 16 novembre 2023 | 3                  | 12 juillet 2025  |
| Poids super-légers (-63,5 kg / -140 lbs)  | Subriel Matías         | Porto Rico             | 12 juillet 2025  | 0                  |                  |
| Poids welters (-66,7 kg / -147 lbs)       | Jaron Ennis            | États-Unis             | 13 juillet 2024  | 2                  | 14 avril 2025    |
| Poids super-welters (-69,9 kg / -154 lbs) | Sebastian Fundora      | États-Unis             | 30 mars 2024     | 2                  | 19 juillet 2025  |
| Poids moyens (-72,6 kg / -160 lbs)        | Carlos Adames          | République dominicaine | 15 juin 2024     | 1                  | 22 février 2025  |
| Poids super-moyens (-76,2 kg / -168 lbs)  | Canelo Álvarez         | Mexique                | 19 décembre 2020 | 7                  | 5 mai 2025       |
| Poids mi-lourds (-79,4 kg / -175 lbs)     | Dmitri Bivol           | Russie                 | 22 février 2025  | 0                  |                  |
| Poids lourds-légers (-90,7 kg / -200 lbs) | Badou Jack             | Suède                  | 3 mai 2025       | 0                  |                  |
| Poids lourds (+90,7 kg / +200 lbs)        | Oleksandr Usyk         | Ukraine                | 18 mai 2024      | 2                  | 19 juillet 2025  |